# Leopold Bieder
Leopold Bieder (* 30. September 1921 in Kirchbach, Gemeinde St. Andrä-Wördern; † 14. Februar 1987 in Maria Gugging; auch Leo Bieder) war ein österreichischer Politiker (SPÖ) und Diplom-Krankenpfleger. Er war von 1964 bis 1983 Abgeordneter zum Landtag von Niederösterreich.

## Leben
Bieder absolvierte nach der Volks- und Bürgerschule eine Bäckerlehre und begann 1939 eine Ausbildung zum Krankenpfleger. Ab 1941 leistete er im Zweiten Weltkrieg Militärdienst ab, wobei er in britische Kriegsgefangenschaft geriet. Bieder arbeitete nach dem Zweiten Weltkrieg im Spitalsdienst und wurde 1956 Bundesvorsitzender der Spitalsbediensteten in der Gewerkschaft öffentlicher Dienst. Bieder vertrat die SPÖ zwischen dem 3. Dezember 1964 und dem 4. November 1983 im Niederösterreichischen Landtag und fungierte von 1967 bis 1980 als Gemeinderat in Klosterneuburg. Er setzte sich Mitte der 1970er Jahre erfolgreich gegen den Bau der Schnellstraße S43 ein und gilt als Gründer des Naturparks Eichenhain, durch den die Schnellstraße geführt hätte.

## Ehrungen

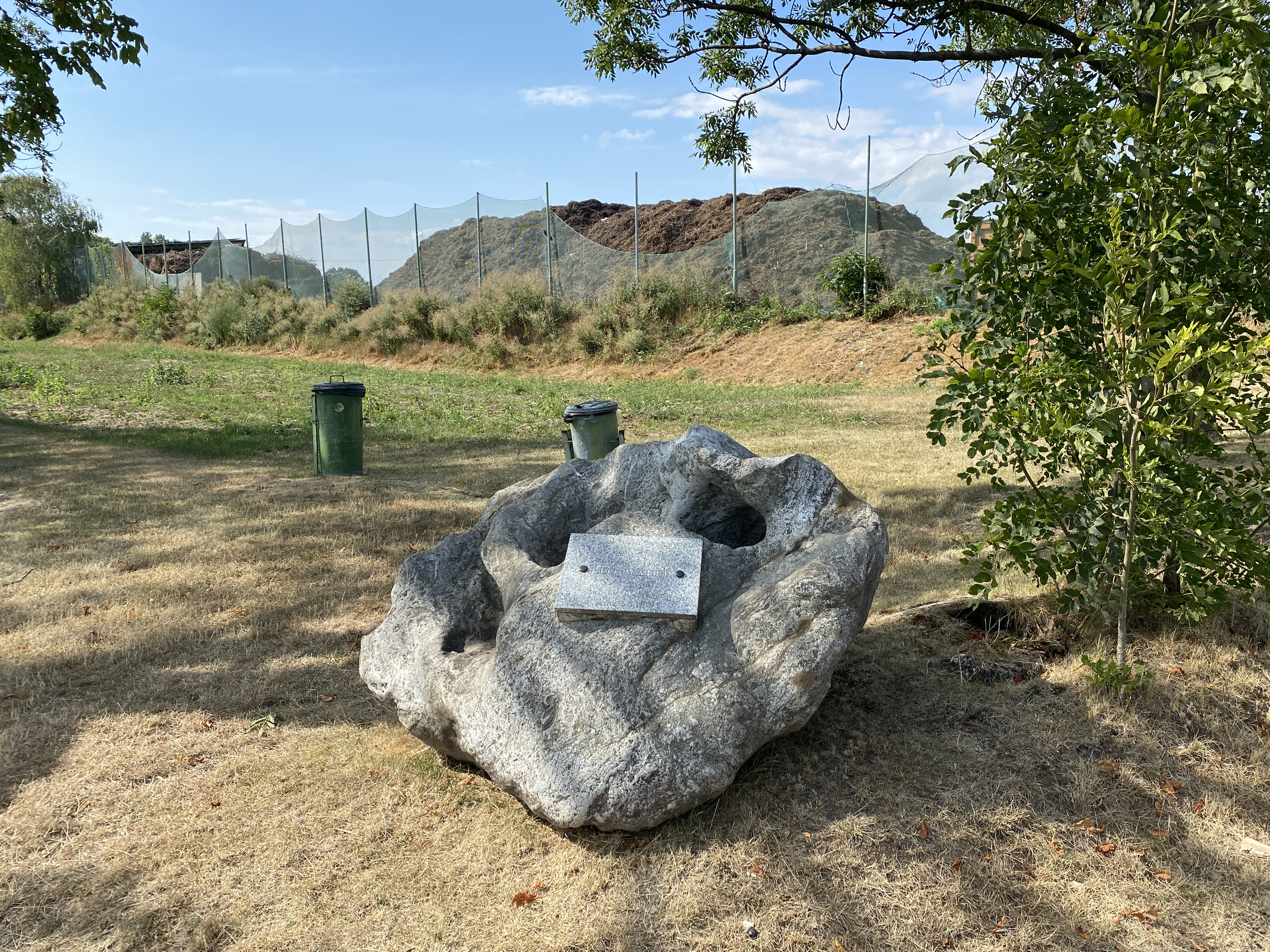
Leo-Bieder-Gedenkstein im Naturpark Eichenhain

- 1979: Großes Silbernes Ehrenzeichen für Verdienste um die Republik Österreich[2]
- Leo-Bieder-Gedenkstein im Naturpark Eichenhain